# Christine Traurig
Christine Traurig (Nienburg, RFA, 13 de marzo de 1957) es una jinete estadounidense que compitió en la modalidad de doma. Participó en los Juegos Olímpicos de Sídney 2000, obteniendo una medalla de bronce en la prueba por equipos (junto con Susan Blinks, Robert Dover y Guenter Seidel).

## Palmarés internacional
| Juegos Olímpicos | Juegos Olímpicos   | Juegos Olímpicos  | Juegos Olímpicos |
| Año              | Lugar              | Medalla           | Categoría        |
| ---------------- | ------------------ | ----------------- | ---------------- |
| 2000             | Sídney (Australia) | Medalla de bronce | Por equipos      |